# 太平桥乡 (丹巴县)
太平桥乡，是中华人民共和国四川省甘孜藏族自治州丹巴县下辖的一个乡镇级行政单位。

## 行政区划
太平桥乡下辖以下地区：
上宅龙村、一支碉村、太平桥村、下宅龙村、大石寨村、黑风顶村、丹扎村、纳布村、纳粘村、三木扎村、各洛寨村和长胜店村。